# Władysław Kaczyński (ogrodnik)

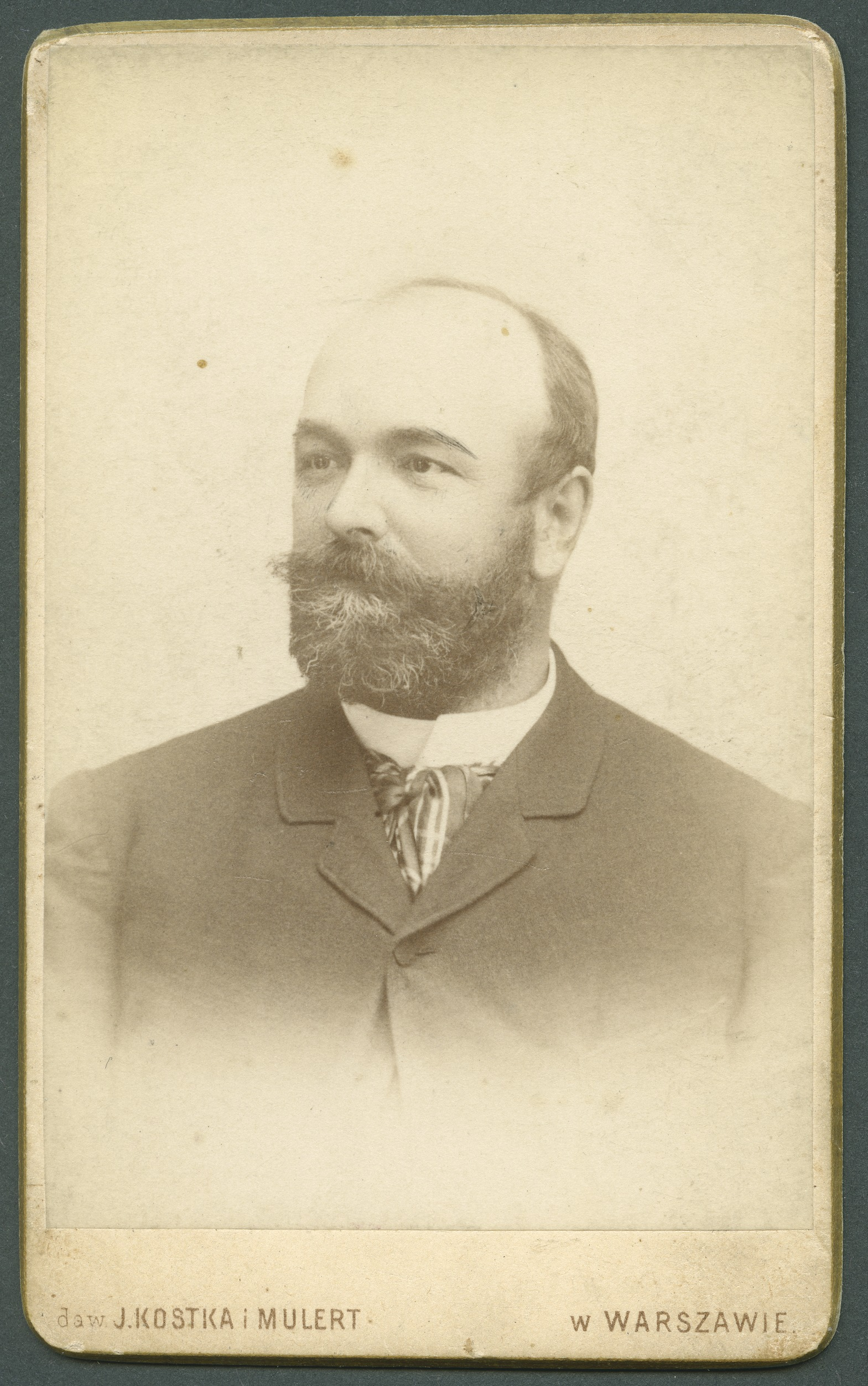

Władysław Kaczyński (ur. 16 stycznia 1848 w Warszawie, zm. 28 października 1928 tamże) – polski ogrodnik, starszy brat Józefa, również ogrodnika.

## Życiorys
Urodził się i dorastał w rodzinie z wielopokoleniowymi tradycjami w zawodzie ogrodnika. Studiował prawo w Szkole Głównej Warszawskiej w latach 1866–1869, ale potem, po śmierci ojca, prowadził wraz z bratem Józefem rodzinne gospodarstwo ogrodnicze między ulicami Marszałkowską, Nowowiejską i Koszykową w Warszawie. Ściśle współpracował z innymi warszawskimi ogrodnikami tamtego okresu: wraz z F. Szaniorem pojechał na praktykę do Francji, by po powrocie w 1874 objąć stanowisko głównego ogrodnika w warszawskim Ogrodzie Pomologicznym; zorganizował tam kursy dla praktykantów, a po przekształceniu Ogrodu w Szkołę Ogrodniczą wykładał w niej (aż do jej likwidacji w 1886) owocoznawstwo. W 1879, wraz z bratem Józefem oraz E. Jankowskim założył czasopismo "Ogrodnik Polski". 
Był członkiem honorowym Towarzystwa Ogrodniczego Warszawskiego i w latach 1884–1898 pełnił w nim funkcje członka zarządu, sekretarza, wiceprezesa i prezesa.
Specjalizował się w hodowli owoców i kwiatów, opublikował w tych dziedzinach liczne artykuły w prasie fachowej (głównie w "Ogrodniku Polskim"); wydał też w 1899 polskie tłumaczenie książki Thomasa Riversa pt. "Ogród pod szkłem".